# Bernard Bernard
Bernard Bernard (Mogues, 21 luglio 1821 – Noirétable, 28 ottobre 1895) è stato un sacerdote e missionario cattolico francese. Missionario in Norvegia, Islanda e Scozia, fu il primo superiore ecclesiastico e poi prefetto apostolico della Norvegia.

## Biografia
Padre Bernard Bernard nacque a Mogues il 21 luglio 1821.
Dopo gli studi religiosi nei seminari di Charleville e di Reims, il 5 luglio 1846 fu ordinato presbitero a Reims dal cardinale Thomas-Marie-Joseph Gousset. Nel 1856 giunse in Norvegia, presso la prefettura apostolica del Polo Nord (Praefectura Apostolica Poli Arctici). L'anno successivo fu inviato in Islanda, quale primo sacerdote cattolico dopo la Riforma protestante, con il laico islandese Ólafur Gunnlaugsson. L'anno successivo fu raggiunto dal missionario Jean-Baptiste Baudoin.
Entrambi, per favorire l'opera di evangelizzazione, decisero di spostarsi verso Reykjavík, dove nel 1859 acquistarono un appezzamento di terreno con cascina nell'area detta Landakot, sulla quale in seguito fu eretta la cattedrale di Cristo Re, consacrata nel 1929.
L'attività missionaria dei primi due sacerdoti cattolici in Islanda fu fortemente contrastata dal divieto di proselitismo, che restò in vigore fino al 1874. Si dedicarono quindi alla cura pastorale dei cattolici stranieri. Nel 1862 padre Bernard lasciò il paese, mentre Baudoin perseverò fino al 1875.
Il 5 aprile 1869 venne nominato superiore ecclesiastico di Norvegia con residenza a Trondheim. Il 17 agosto dello stesso anno venne promosso a prefetto apostolico.
Nel 1885 emise la professione solenne per l'ordine dei missionari di Nostra Signora di La Salette.
Nel 1887 si dimise per motivi di salute e lasciò la Norvegia.
Morì a Noirétable il 28 ottobre 1895 all'età di 74 anni.